# Dendrohyrax
Dendrohyrax Gray, 1868 è un genere di procavie.

## Descrizione
Molto simili agli altri iraci, queste procavie hanno dimensioni paragonabili a quelle di un grosso coniglio. Il pelo è folto e morbido, di colore variabile dal grigio al marrone con macchie più chiare.

## Distribuzione e habitat
Vivono in Africa, nelle foreste tropicali e subtropicali e nella savana umida.

## Biologia
Si nutrono di foglie, erba, frutta e occasionalmente anche insetti. Sono animali arboricoli che solo raramente scendono al suolo.
A differenza degli altri Iracoidei, le procavie di questo genere sono prevalentemente notturne e solitarie. Al tramonto e all'alba emettono una serie di versi e grida molto intensi.
La gestazione dura circa 7 mesi, e in genere vengono partoriti uno o due piccoli, molto precoci.

## Tassonomia
Il genere comprende due specie:
- Dendrohyrax arboreus
- Dendrohyrax dorsalis

La validità di Dendrohyrax validus come specie distinta da D. arboreus non è più generalmente riconosciuta.